# Sakakibara Yasumasa

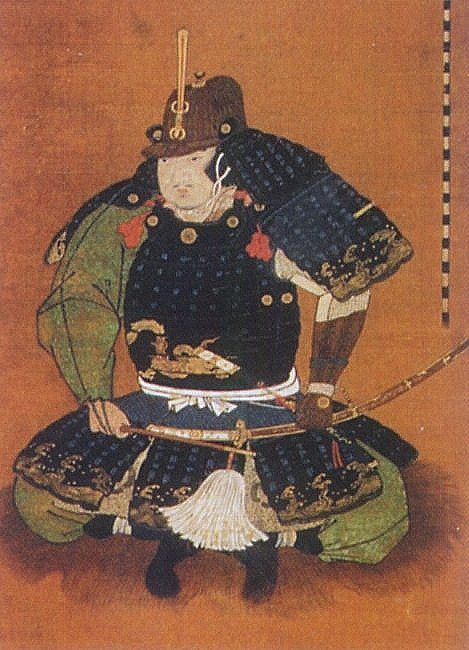
Sakakibara Yasumasa

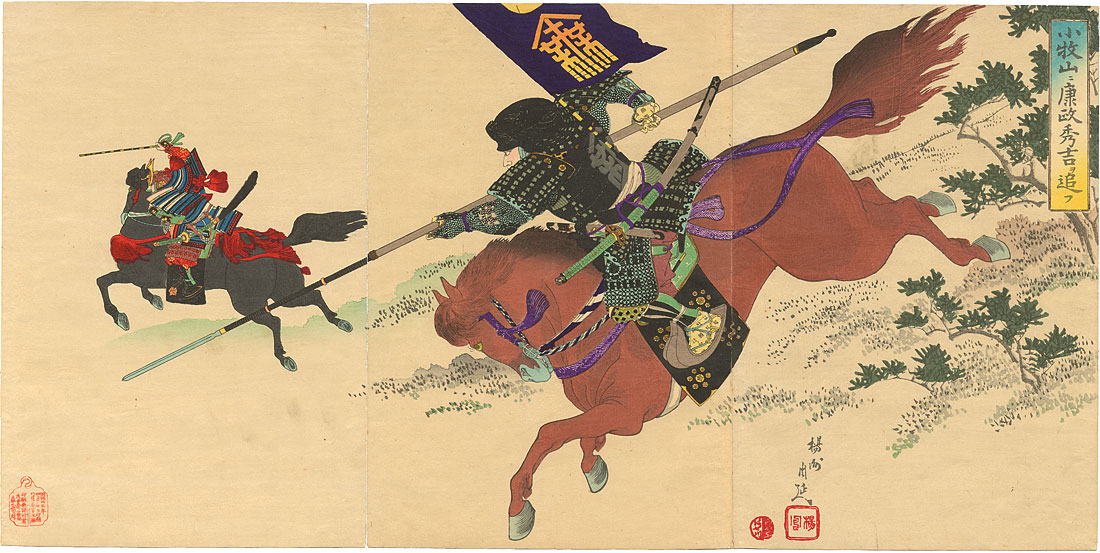
Sakakibara, Toyotomi hinten in der Schlacht am Berg Komaki

Sakakibara Yasumasa (japanisch 榊原 康政; geboren 1548 im Landkreis Hekikai (Provinz Mikawa); gestorben 19. Juni 1606 in Tatebayashi) war ein japanischer Feldherr in der Azuchi-Momoyama-Zeit. Er wird als einer der „Tokugawa Shitennō“ (徳川 四天王) – einer der „Vier heiligen Könige Tokugawas“ gezählt.

## Leben und Wirken
Sakakibara Yasumasa war der Sohn von Sakakibara Nagamasa (榊原 長政; gestorben 1562), sein Rufname war Kopeita (小平太) und sein Hofrang war Shikibu Daisuke (式部大輔) – etwa Zeremonienmeister. 1560 diente er als Page für Tokugawa Ieyasu. 1563 nahm er an seinem ersten Kampf teil, an der Niederschlagung des Aufstandes von Anhängern der Ikkō-Ikki-Sekte (一向一揆), einem Ableger der Jōdo-Shinshū-Glaubensrichtung des Buddhismus in der Provinz Mikawa, worauf Ieyasu ihm das zweite Zeichen seines eigenen Namens überließ, das „yasu“.
Im letzten Jahr der Eiroku-Ära (永禄; 1550 bis 1570) wurde er zusammen mit Honda Tadakatsu (本多 忠勝; 1548–1610) zur Hatamoto-Avantgarde bestimmt und leistete herausragende Dienste 1570 in der Schlacht von Anegawa und der Schlacht von Mikatagahara (三方ケ原の戦い) 1573. Yasumasas militärischer Ruf wurde in der Schlacht von Komaki und Nagakute (小牧・長久手の戦い) im Jahr 1584 gestärkt. Zu dieser Zeit schickte Yasumasa einen Brief an die Generäle im Lager von Toyotomi Hideyoshi, in dem er diesen denunzierte. Daraufhin soll Hideyoshi wütend gesagt haben: „Ich belohne denjenigen, der Yasumasas Kopf bringt, mit dem, was er will.“
Nach den kriegerischen Auseinandersetzungen schloss Ieyasu einen Kompromiss und wurde ein Vasall von Hideyoshi. Ieyasu wurde in die Kantō-Region versetzt und erhielt die Domäne Tatebayashi in der Provinz Kōzuke mit einem Einkommen von 100.000 Koku. 1592 zog er sich zurück und überließ seinem dritten Sohn, Hidetada, die Führung des Hauses.
Während der Schlacht von Sekigahara (関ヶ原の戦い) im Jahr 1600 schloss sich Yasunaga der Tōsandō-Armee (東山道軍) an, folgte Hidetada, griff Sanada Masayuki (真田 昌幸; 1547–1611) und seinen Sohn Yukimura (真田幸村; 1576–1615) auf der Burg Ueda in der Provinz Shinano an. Das war ein Fehler, weil er so zu spät zur entscheidenden Schlacht von Sekigahara kam. Anschließend engagierte er sich in die Neugestaltung der Domänen.
Danach zog er sich aufgrund von Konflikten mit Honda Masanobu (本多 正信; 1593–1616) und dessen Sohn Masazumi (本多 正純; 1565–1637) nach Tatebayashi zurück und starb dort.